# Fases preliminares da Copa Libertadores da América de 2019
As fases preliminares da Copa Libertadores da América de 2019 foram disputadas entre 22 de janeiro e 28 de fevereiro. Consistiu de três fases eliminatórias, onde ao final da terceira os vencedores classificaram-se para a fase de grupos.
As equipes se enfrentaram em jogos eliminatórios de ida e volta, classificando-se a que somasse o maior número de pontos. Em caso de igualdade em pontos, a regra do gol marcado como visitante seria utilizada para o desempate. Persistindo o empate, a vaga seria definida em disputa por pênaltis.

## Primeira fase
A primeira fase foi disputada entre os dias 22 e 30 de janeiro por seis equipes provenientes de Bolívia, Equador, Paraguai, Peru, Uruguai e Venezuela. Os confrontos desta fase foram definidos através de sorteio.
| Chave | Equipe 1            | Total    | Equipe 2          | Ida | Volta |
| ----- | ------------------- | -------- | ----------------- | --- | ----- |
| E1    | Delfín              | 5–1      | Nacional          | 3–0 | 2–1   |
| E2    | Deportivo La Guaira | 2–2 (gf) | Real Garcilaso    | 1–0 | 1–2   |
| E3    | Bolívar             | 5–6      | Defensor Sporting | 2–4 | 3–2   |

Todas as partidas estão no horário local.

### Chave E1
| 22 de janeiro | Delfín                        | 3 – 0     | Nacional | Estádio Jocay, Manta        |
| 18:30 (UTC−5) | Ordóñez 10', 12' · Garcés 88' | Relatório |          | Árbitro: CHI Julio Bascuñán |

| 30 de janeiro | Nacional  | 1 – 2     | Delfín                   | Estádio Defensores del Chaco, Assunção |
| 18:15 (UTC−3) | Vieyra 1' | Relatório | Ordóñez 41' · Garcés 43' | Árbitro: COL Andrés Rojas              |

Delfín venceu por 5–1 no placar agregado.

### Chave E2
| 23 de janeiro | Deportivo La Guaira | 1 – 0     | Real Garcilaso | Estádio Olímpico da UCV, Caracas |
| 19:30 (UTC−4) | Azócar 70'          | Relatório |                | Árbitro: CHI César Deischler     |

| 29 de janeiro | Real Garcilaso          | 2 – 1     | Deportivo La Guaira | Estádio Inca Garcilaso de la Vega, Cusco |
| 18:30 (UTC−5) | Manco 14' · Rengifo 67' | Relatório | Balza 90+3'         | Árbitro: ARG Mauro Vigliano              |

2–2 no placar agregado, Deportivo La Guaira avançou pela regra do gol fora de casa.

### Chave E3
| 23 de janeiro | Bolívar               | 2 – 4     | Defensor Sporting                                                | Estádio Hernando Siles, La Paz |
| 19:30 (UTC−4) | Pereyra Díaz 65', 70' | Relatório | Rabuñal 45+1' · López 54' · Navarro 80' (pen) · Laquintana 90+3' | Árbitro: PER Diego Haro        |

| 30 de janeiro | Defensor Sporting         | 2 – 3     | Bolívar                            | Estádio Luis Franzini, Montevidéu |
| 20:30 (UTC−3) | Rabuñal 1' · Nápoli 90+1' | Relatório | Jusino 32' · Arce 36' · Thomaz 42' | Árbitro: VEN José Argote          |

Defensor Sporting venceu por 6–5 no placar agregado.

## Segunda fase
A segunda fase foi disputada entre os dias 5 e 14 de fevereiro por 16 equipes, sendo 13 delas provenientes de todas as dez associações sul-americanas, mais os três vencedores da fase anterior. Os confrontos desta fase foram definidos através de sorteio.
| Chave | Equipe 1            | Total       | Equipe 2               | Ida    | Volta |
| ----- | ------------------- | ----------- | ---------------------- | ------ | ----- |
| C1    | Danubio             | 4–5         | Atlético Mineiro       | 2–2    | 2–3   |
| C2    | Melgar              | 1–0         | Universidad de Chile   | 1–0    | 0–0   |
| C3    | The Strongest       | 2–6         | Libertad               | 1–1    | 1–5   |
| C4    | Palestino           | 2–2 (4–1 p) | Independiente Medellín | 1–1    | 1–1   |
| C5    | Talleres            | 2–0         | São Paulo              | 2–0    | 0–0   |
| C6    | Deportivo La Guaira | 0–1         | Atlético Nacional      | 0–1    | 0–0   |
| C7    | Delfín              | 1–1 (gf)    | Caracas                | 1–1    | 0–0   |
| C8    | Defensor Sporting   | 3–1         | Barcelona de Guayaquil | 3–0[a] | 0–1   |

Todas as partidas estão no horário local.

### Chave C1
| 5 de fevereiro | Danubio                      | 2 – 2     | Atlético Mineiro          | Estádio Luis Franzini, Montevidéu |
| 18:15 (UTC−3)  | Rodríguez 45+1' · Felipe 79' | Relatório | Ricardo Oliveira 28', 76' | Árbitro: ARG Germán Delfino       |

| 12 de fevereiro | Atlético Mineiro                           | 3 – 2     | Danubio                           | Estádio Independência, Belo Horizonte |
| 19:15 (UTC−2)   | Luan 14' · Ricardo Oliveira 25' (pen), 27' | Relatório | Grossmüller 45' (pen) · Siles 57' | Árbitro: ARG Patricio Loustau         |

Atlético Mineiro venceu por 5–4 no placar agregado.

### Chave C2
| 5 de fevereiro | Melgar    | 1 – 0     | Universidad de Chile | Estádio Monumental da UNSA, Arequipa |
| 18:30 (UTC−5)  | Arias 53' | Relatório |                      | Árbitro: BRA Anderson Daronco        |

| 13 de fevereiro | Universidad de Chile | 0 – 0     | Melgar | Estádio Nacional, Santiago    |
| 18:15 (UTC−3)   |                      | Relatório |        | Árbitro: URU Daniel Fedorczuk |

Melgar venceu por 1–0 no placar agregado.

### Chave C3
| 5 de fevereiro | The Strongest | 1 – 1     | Libertad     | Estádio Hernando Siles, La Paz |
| 19:30 (UTC−4)  | Bejarano 59'  | Relatório | Martínez 80' | Árbitro: ECU Roddy Zambrano    |

| 13 de fevereiro | Libertad                                           | 5 – 1     | The Strongest | Estádio Dr. Nicolás Leoz, Assunção |
| 18:15 (UTC−3)   | Martínez 30', 60', 76' · Cardozo 86' · Cougo 90+2' | Relatório | Machado 43'   | Árbitro: BRA Wagner Magalhães      |

Libertad venceu por 6–2 no placar agregado.

### Chave C4
| 6 de fevereiro | Palestino     | 1 – 1     | Independiente Medellín | Estádio San Carlos de Apoquindo, Santiago |
| 20:30 (UTC−3)  | Fernández 63' | Relatório | Cano 59'               | Árbitro: PER Víctor Carrillo              |

| 12 de fevereiro | Independiente Medellín | 1 – 1     | Palestino   | Estádio Atanasio Girardot, Medellín |
| 18:30 (UTC−5)   | Murillo 45+1'          | Relatório | Jiménez 41' | Árbitro: VEN Juan Soto              |

|                         |       | Penalidades                  |  |
| Herazo Ricaurte Perlaza | 1 – 4 | Jorquera Mago Jiménez Farías |  |

2–2 no placar agregado, Palestino venceu por 4–1 na disputa de pênaltis.

### Chave C5
| 6 de fevereiro | Talleres                     | 2 – 0     | São Paulo | Estádio Mario Alberto Kempes, Córdova |
| 20:30 (UTC−3)  | Ramírez 57' · Pochettino 86' | Relatório |           | Árbitro: COL Wilmar Roldán            |

| 13 de fevereiro | São Paulo | 0 – 0     | Talleres | Estádio do Morumbi, São Paulo |
| 21:30 (UTC−2)   |           | Relatório |          | Árbitro: ECU Roddy Zambrano   |

Talleres venceu por 2–0 no placar agregado.

### Chave C6
| 7 de fevereiro | Deportivo La Guaira | 0 – 1     | Atlético Nacional | Estádio Olímpico da UCV, Caracas |
| 19:30 (UTC−4)  |                     | Relatório | Gómez 69'         | Árbitro: ARG Facundo Tello       |

| 14 de fevereiro | Atlético Nacional | 0 – 0     | Deportivo La Guaira | Estádio Atanasio Girardot, Medellín |
| 18:30 (UTC−5)   |                   | Relatório |                     | Árbitro: CHI Piero Maza             |

Atlético Nacional venceu por 1–0 no placar agregado.

### Chave C7
| 6 de fevereiro | Delfín           | 1 – 1     | Caracas  | Estádio Jocay, Manta       |
| 16:15 (UTC−5)  | Garcés 19' (pen) | Relatório | Añor 33' | Árbitro: COL Nicolás Gallo |

| 13 de fevereiro | Caracas | 0 – 0     | Delfín | Estádio Olímpico da UCV, Caracas |
| 19:30 (UTC−4)   |         | Relatório |        | Árbitro: BRA Ricardo Marques     |

1–1 no placar agregado, Caracas avançou pela regra do gol fora de casa.

### Chave C8
| 6 de fevereiro | Defensor Sporting | 3 – 0[a]  | Barcelona de Guayaquil        | Estádio Luis Franzini, Montevidéu |
| 18:15 (UTC−3)  | Navarro 79'       | Relatório | Esterilla 66' · Arreaga 90+3' | Árbitro: CHI Julio Bascuñán       |

| 12 de fevereiro | Barcelona de Guayaquil | 1 – 0     | Defensor Sporting | Estádio Monumental, Guaiaquil |
| 18:30 (UTC−5)   | Oyola 39'              | Relatório |                   | Árbitro: COL Wilmar Roldán    |

Defensor Sporting venceu por 3–1 no placar agregado.

## Terceira fase
A terceira fase foi disputada entre 19 e 28 de fevereiro pelas oito equipes vencedoras da fase anterior. Os cruzamentos foram predeterminados, sendo que a equipe de melhor ranking realizou o jogo de volta em casa. Os vencedores da cada confronto se classificaram à fase de grupos.
| Chave | Equipe 1          | Total       | Equipe 2          | Ida | Volta |
| ----- | ----------------- | ----------- | ----------------- | --- | ----- |
| G1    | Defensor Sporting | 0–2         | Atlético Mineiro  | 0–2 | 0–0   |
| G2    | Melgar            | 3–2         | Caracas           | 2–0 | 1–2   |
| G3    | Libertad          | 1–1 (5–4 p) | Atlético Nacional | 1–0 | 0–1   |
| G4    | Talleres          | 3–4         | Palestino         | 2–2 | 1–2   |

Todas as partidas estão no horário local.

### Chave G1
| 20 de fevereiro | Defensor Sporting | 0 – 2     | Atlético Mineiro        | Estádio Luis Franzini, Montevidéu |
| 21:30 (UTC−3)   |                   | Relatório | Réver 10' · Cazares 77' | Árbitro: ARG Néstor Pitana        |

| 27 de fevereiro | Atlético Mineiro | 0 – 0     | Defensor Sporting | Estádio Independência, Belo Horizonte |
| 21:30 (UTC−3)   |                  | Relatório |                   | Árbitro: COL Andrés Rojas             |

Atlético Mineiro venceu por 2–0 no placar agregado.

### Chave G2
| 19 de fevereiro | Melgar                   | 2 – 0     | Caracas | Estádio Monumental da UNSA, Arequipa |
| 19:30 (UTC−5)   | Romero 34' · Arakaki 50' | Relatório |         | Árbitro: BRA Luiz de Oliveira        |

| 26 de fevereiro | Caracas                 | 2 – 1     | Melgar     | Estádio Olímpico da UCV, Caracas |
| 20:30 (UTC−4)   | Fereira 44' · Celis 56' | Relatório | Cuesta 88' | Árbitro: URU Esteban Ostojich    |

Melgar venceu por 3–2 no placar agregado.

### Chave G3
| 21 de fevereiro | Libertad    | 1 – 0     | Atlético Nacional | Estádio Dr. Nicolás Leoz, Assunção |
| 21:30 (UTC−3)   | Cardozo 54' | Relatório |                   | Árbitro: ARG Fernando Rapallini    |

| 28 de fevereiro | Atlético Nacional | 1 – 0     | Libertad | Estádio Atanasio Girardot, Medellín |
| 19:30 (UTC−5)   | Lucumí 33'        | Relatório |          | Árbitro: BRA Wilton Sampaio         |

|                                           |       | Penalidades                              |  |
| Bocanegra Ceppelini Lucumí Ramírez Barcos | 4 – 5 | Recalde É. Benítez Cougo Martínez Aquino |  |

1–1 no placar agregado, Libertad venceu por 5–4 na disputa de pênaltis.

### Chave G4
| 20 de fevereiro | Talleres                      | 2 – 2     | Palestino             | Estádio Mario Alberto Kempes, Córdova |
| 19:15 (UTC−3)   | Moreno 2' · Ramírez 34' (pen) | Relatório | Cortés 44' · Soto 67' | Árbitro: VEN Alexis Herrera           |

| 27 de fevereiro | Palestino                  | 2 – 1     | Talleres   | Estádio San Carlos de Apoquindo, Santiago |
| 19:15 (UTC−3)   | Jiménez 70' · Jorquera 90' | Relatório | Moreno 20' | Árbitro: URU Leodán González              |

Palestino venceu por 4–3 no placar agregado.